# ماكسمليانو لوغو
ماكسمليانو لوغو (بالإسبانية: Maximiliano Lugo)‏ (4 ديسمبر 1989 بلانوس في الأرجنتين - ) هو لاعب كرة قدم أرجنتيني في مركز الدفاع. لعب مع أتلتيكو أتلانتا ونادي لانوس.

## وصلات خارجية
- ماكسمليانو لوغو على موقع قاعدة بيانات كرة القدم.إي يو (الإنجليزية)
- ماكسمليانو لوغو على موقع Soccerway.com (الإنجليزية)